# Rivière Nadeau
Pour les articles homonymes, voir Nadeau.
La rivière Nadeau est un affluent de la rive ouest de la rivière Chaudière laquelle coule vers le nord pour se déverser sur la rive sud du fleuve Saint-Laurent. Elle coule dans la région administrative de Chaudière-Appalaches, au Québec, au Canada, dans les municipalités régionale de comté de Beauce-Centre (dans la municipalité de Saint-Séverin)
et La Nouvelle-Beauce (dans les municipalités de Saint-Elzéar, de Sainte-Marie-de-Beauce, de Vallée-Jonction).

## Géographie
Les principaux bassins versants voisins de la rivière Nadeau sont :
- côté nord : rivière Savoie, rivière Vallée, rivière Chaudière ;
- côté est : rivière Chaudière ;
- côté sud : rivière Lessard (rivière Chaudière), rivière Cliche, rivière des Fermes, rivière du Cinq ;
- côté ouest : cours d'eau des Aulnaies, rivière Beaurivage, rivière Fourchette, rivière Filkars, rivière Palmer Est.

La rivière Nadeau prend sa source dans la partie nord de la municipalité de Saint-Séverin. Cette zone de tête est située à 8,0 km au nord-ouest du centre du village de Saint-Frédéric, à 8,1 km au nord-ouest du centre du village de Tring-Jonction, à 1,4 km au nord-ouest du centre du village de Saint-Séverin et à 10,7 km à l'ouest de la rivière Chaudière.

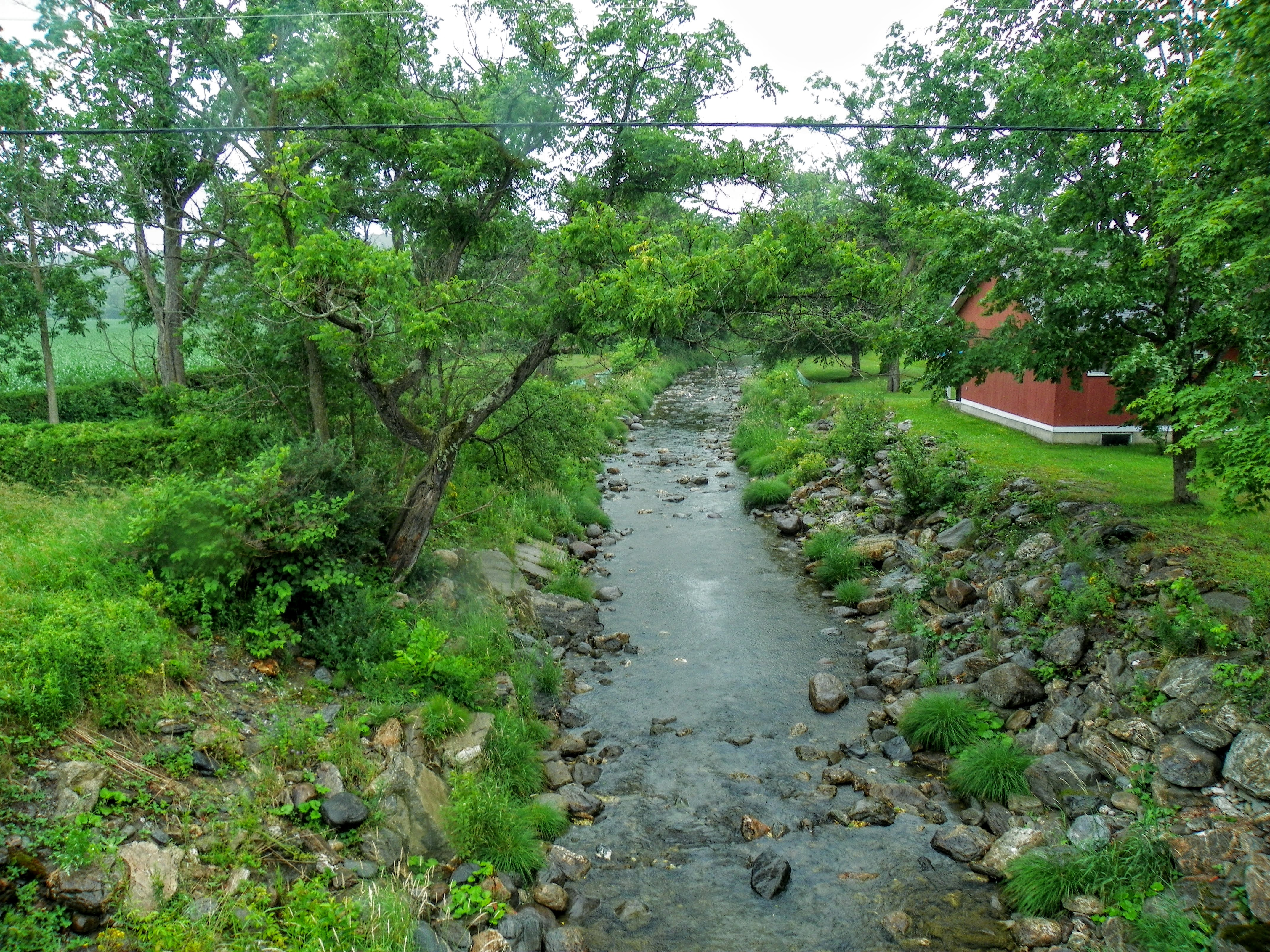
La rivière près de son embouchure.

À partir de sa source, la rivière Nadeau coule sur 15,0 km répartis selon les segments suivants :
- 4,6 km vers le nord-est, dans la municipalité de Saint-Séverin, jusqu'à une route de campagne laquelle délimite Saint-Séverin et Saint-Elzéar ;
- 2,1 km vers le nord-est, jusqu'au chemin du rang Saint-Olivier ;
- 2,1 km vers le nord-est, en recueillant les eaux du ruisseau Guay (venant du nord-ouest), jusqu'au chemin du rang Saint-Jacques ;
- 2,4 km vers le nord-est, jusqu'à une route de campagne délimitant les municipalités de Saint-Elzéar et Sainte-Marie-de-Beauce ;
- 2,9 km vers l'est, jusqu'à la limite de Vallée-Jonction ;
- 0,9 km vers l'est, jusqu'à sa confluence.

La rivière Nadeau se déverse sur la rive ouest de la rivière Chaudière, dans Vallée-Jonction. Cette confluence est située à 2,1 km en aval du pont du village de Vallée-Jonction, à 8,1 km en amont du pont de Sainte-Marie-de-Beauce et à 4,9 km en amont de la confluence de la rivière Savoie.

## Toponymie
Le toponyme Rivière Nadeau a été officialisé le 5 décembre 1968 à la Commission de toponymie du Québec.